# Giancarlo Lombardi
Giancarlo Lombardi (ur. 26 czerwca 1937 w Mediolanie, zm. 31 marca 2017 tamże) – włoski przedsiębiorca, polityk i działacz gospodarczy, w latach 1995–1996 minister edukacji, parlamentarzysta.

## Życiorys
Absolwent inżynierii elektronicznej na Politecnico di Milano (1960). Pracował w koncernie Olivetti. Później dołączył do rodzinnego przedsiębiorstwa Filatura di Grignasco, działającego w przemyśle włókienniczym, w którym m.in. pełnił funkcję prezesa. Wzmocnił jego pozycję rynkową poprzez przejmowanie innych firm z tej branży. Był również członkiem zarządu Confindustrii, członkiem rad uczelni w Rzymie i Mediolanie, a także publicystą i działaczem harcerskim.
Od stycznia 1995 do maja 1996 sprawował urząd ministra edukacji w rządzie Lamberta Diniego. W latach 1996–2001 był posłem do Izby Deputowanych XIII kadencji z ramienia Włoskiej Partii Ludowej, z którą dołączył później do Margherity.
Odznaczony Orderem Zasługi Republiki Włoskiej I klasy (2006) oraz Orderem Zasługi za Pracę (1988).